# Betriebskrankenkasse Linde
Die Betriebskrankenkasse Linde (BKK Linde) ist eine bundesweit geöffnete Betriebskrankenkasse der gesetzlichen Krankenversicherung. Der Zusatzbeitrag beträgt ab August 2025 2,99 Prozent.

## Geschichte
Die Betriebskrankenkasse wurde im Jahre 1952 für die Belegschaft der Linde AG und deren Konzernbetriebe gegründet. Seit 2007 ist sie bundesweit für alle Versicherungsnehmer geöffnet. Als Betriebskrankenkasse ist die BKK Linde innerhalb des BKK Dachverbandes eigenständig.

## Organisation
Die BKK Linde ist eine Körperschaft des öffentlichen Rechts mit Selbstverwaltung. Mit Hauptsitz in Wiesbaden ist sie an bundesweiten Standorten vertreten. Diese befinden sich in Aschaffenburg, Darmstadt, Hamburg, Köln, Leuna, Pullach, Singen  und Tacherting.
Das Selbstverwaltungsorgan ist der Verwaltungsrat. Der Verwaltungsrat besteht aus Arbeitgeber- und Arbeitnehmervertretern, diese wählen den Vorstand und überwachen dessen Arbeit. Der Vorstand verwaltet die BKK und vertritt diese gerichtlich und außergerichtlich. Vorstand der BKK Linde ist Peter Raab.

## Kooperationen
Seit Juli 2011 kooperiert der Versicherer im Bereich Krankenzusatzversicherung mit der Generali Deutschland Krankenversicherung. Der Vertrieb von Produkten der Generali Deutschland Krankenversicherung AG erfolgt für Versicherte der BKK Linde durch die Deutsche Vermögensberatung.
Zur weiteren Ergänzung des Serviceangebots kooperiert die BKK Linde mit ausgewählten Partnern im Gesundheitswesen. Das Gesundheitsnetzwerk der BKK Linde ermöglicht ein Leistungsangebot über den gesetzlichen Rahmen hinaus.
In Kooperation mit dem Deutschen Zentralverein homöopathischer Ärzte können Versicherte der BKK Linde homöopathische Behandlungen in Anspruch nehmen.

## Fusionen
- 1. Januar 2016: Fusion mit der HEAG BKK[6]